# Caroline Jarmoc
Caroline Jarmoc (Calgary, 16 giugno 1991) è una pallavolista canadese di origine polacca.
Gioca nel ruolo di centrale nel Männerturnverein Stuttgart 1843.

## Carriera
La carriera di Caroline Jarmoc, sorella minore del pallavolista Thomas Jarmoc, inizia a livello scolastico, giocando per la squadra della Springbank Community High School. Per motivi di studio si trasferisce negli Stati Uniti d'America, dove partecipa alla Division I NCAA con la University of Kansas dal 2009 al 2013, saltando tuttavia la prima annata e venendo inserita due volte tra le All-American.
Nella stagione 2014-15 firma il suo primo contratto professionistico, approdando nella Liga Siatkówki Kobiet polacca, dove difende i colori del Pilskie Towarzystwo Piłki Siatkowej di Piła, per poi essere ingaggiata nella stagione successiva dal Männerturnverein Stuttgart 1843, nella 1.Bundesliga tedesca.

## Palmarès

### Premi individuali
- 2012 - All-America Second Team
- 2013 - All-America Third Team